# 2016-os kamisli robbantások
A 2016. júliusi kamisli robbantások Szíria Haszaka kormányzóságának a rojavaiak által ellenőrzött Kamisli városában történtek, mikor két autóbombát robbantottak fel. A robbantásokban több mint 44 ember meghalt és 171-nél is több megsebesült. Az Iszlám Állam dicsérte a robbantásokat, de a felelősséget nem vállalta értük. 2015. óta több alkalommal is robbantottak autóbombát Kamisliben.

## A robbantások
2016. július 27-én egy általában haszonállatokat szállító tehergépkocsi ezúttal robbanószerrel és motorkerékpárokkal megrakodva haladt a város nyugati része felé az Asayish sorkatonai központja és egy népes termelői piac felé, majd felrobbantották. A nyomás több épületet a földdé tett egyenlővé, több autó megsemmisült, és a levegőben gomba alakú porfelhő képződött, melyet a határ túloldalán lévő török Nusaybin város lakói is láttak, a robbanás pedig több kilométerre is elhallatszott.  Az első robbanásban egy generátor és egy gáztartály is megsemmisült.
Legalább 44-en meghaltak, és több mint 171-en megsebesültek. Több tízen ragadtak a törmelékek alatt, a város kórházai pedig azonnal véradásra szólították fel az embereket, vércsoporttól függetlenül.